# Зорин, Григорий Савельевич
Григорий Савельевич Зорин (1926—2012) — советский строитель, Герой Социалистического Труда. Лауреат Государственной премии СССР за выдающиеся достижения в труде. Заслуженный строитель РСФСР.

## Биография
Родился в 1926 году в селе Гурьяновка Лебедекского района Ойротской автономной области. С 1941 года работал кузнецом на КМК. Работал в тресте Сибметаллургмонтаж бригадиром слесарей-монтажников. Работал на строительстве таких объектов, как Абагурская аглофабрика, КЗФ , НКАЗ. Возглавлял группу семи бригад на строительстве ЭСПЦ-2. В 1980 году получил звание Героя Социалистического Труда. Умер в 2012 году в Новокузнецке.

## Награды
- Орден Знак Почёта
- Орден Отечественной войны 2-й степени (11.03.1985)
- Орден Ленина (1980)
- Заслуженный строитель РСФСР.
- Лауреат Государственной премии СССР за выдающиеся достижения в труде (1975)